# Li Quan
Li Quan (全莉) és una conservacionista dels tigres i la vida salvatge nascuda a Beijing i que viu a Londres. Defensa la renaturalització Per a la conservació del tigre. Això facilita que els tigres nascuts al zoo puguin desenvolupar la caça i altres habilitats que els faciliten la supervivència a un espai natural controlat abans de tornar a la vida salvatge. Va iniciar els seus experiments amb el Tigre del sud de la Xina en col·laboració amb l'administració i la reserva natural Laohu de Sud-àfrica. El concepte va ser inicialment controvertit, però amb el temps va ser acceptat com a estrategia viable per la conservació de la vida salvatge. Ha. obtingut el suport de diverses organitzacions d'animals salvatges incloent el Fons Mundial per la Natura.
Ha fundat diverses organitzacions benèfiques relacionades amb el tigre i la conservació de la vida salvatge. El 2017 és directora de la China Tiger Revival. Va escriure dos llibres, Rewilded, Saving the South China Tiger i Diary of the South China Tiger.